# DNA型鑑定
DNA型鑑定（ディーエヌエーがたかんてい）とは、デオキシリボ核酸 (DNA) の多型部位を検査することで個人を識別するために行う鑑定である。犯罪捜査や、親子鑑定など血縁の鑑定に利用される。また、作物や家畜の品種鑑定、考古学にも応用されている。

## 概説
DNAは「デオキシリボ核酸」の略称で、遺伝子の本体として生物の核内に存在する物質である。DNAを主成分とした物質は1869年に発見され、「ヌクレイン」と名づけられた。しかし、遺伝子の本体は長い間タンパク質であると考えられていたこともあって、DNAの初期の研究は遅々として進まなかった。
遺伝子の本体はDNAであるということが初めてはっきり示されたのは1944年であり、それが学会で公認されたのは1952年である。二重らせんで知られるDNAの立体構造、いわゆるジェームズ・ワトソンとフランシス・クリックのモデルが発表されたのは1953年である。この発見は分子生物学史最大の発見の一つと称えられ、以後DNAの研究は急速に進展する。この発見により、2人は1962年にノーベル生理学・医学賞を受賞している。
1984年にはレスター大学の遺伝学者アレック・ジェフリーズが、科学雑誌『ネイチャー』に論文を発表した。彼は多くの研究者が関心をもった“遺伝子の働き”でなく、“DNAによって個人を区別できるか否か”の観点に着目したといわれる。その結果「ヒトのDNA型は十分に個性があり不同性がある。そして、終生不変である」こと、したがってDNAで「個人の特定ができる」ことを説いた。
この発表により、DNA型鑑定は個人特定の切り札として飛躍的に発展していく。

## DNAの構造
DNAは知られている限りで最も大きな分子の1つである。RNAとともに核酸と呼ばれ、その構成要素は次の3つである。
- 糖
- リン酸
- 塩基

DNAでは糖がデオキシリボースであり、塩基が
- アデニン (A)
- チミン (T)
- グアニン (G)
- シトシン (C)

となっている。
DNAはデオキシリボースとリン酸が交互に長くつながった鎖が2本、螺旋状にねじれた二重らせん構造になっている。糖であるデオキシリボースの部分にはA,T,G,Cの4種類の塩基が1つずつ結合している。そして、この塩基がもう1本の鎖の塩基と結び合うことで、DNAの本鎖は結合している。
この塩基の結合には決まった規則がある。Aは必ずTと、Gは必ずCとペア（塩基対）をつくる。そのほかの組み合わせ、たとえばAとC,GとTといったペアはない。したがって、二重らせんの一方の鎖の塩基の並び方（塩基配列）が決まると、もう1本の鎖の塩基配列も自動的に決まってしまう。このことを「本鎖の塩基配列は互いに相補的である」という。これがワトソン・クリックモデルの最も重要な点でもある。
ヒトの細胞は1個の受精卵から出発して、誕生までに約3兆、成体になると約60兆にも及ぶといわれる。そしてヒトの細胞1個に入っているDNAは60億塩基対くらいとされている。
ヒト細胞は2倍体なので、ゲノム（配偶子または生物体を構成する細胞に含まれる染色体の組・またはその中のDNAの総体）あたりは約30億塩基対である。
DNAの塩基配列のうち、同じ塩基配列が繰り返して存在する特殊な「縦列反復配列」と呼ばれる部分を検査し、その繰り返し回数が人によって異なることを利用して個人識別を行う手法が最も一般的であり、世界的に共通した検査法が確立している。2009年現在、同じ型の別人が現れる確率は4兆7000億人に1人とされている。2019年2月28日、警察庁は、新たな検査試薬を導入することを決め、同じDNA型の出現頻度が「4兆7千億人に1人」から「565京人に1人」となり、より精密な個人識別が可能になると発表した。

## DNA型鑑定の種類
- 短鎖DNA型（STR型） - DNAの特定領域における反復配列の繰り返し回数の違いを調べる方法[7]。
- ミトコンドリアDNA型（mtDNA型） - 細胞核の外側にあるミトコンドリアDNAに於ける、塩基配列の塩基の違いを調べる方法[7]。
- Y染色体単鎖DNAハプロタイプ型（Y-STR型） - 細胞核にある性染色体にはY染色体とX染色体が存在し、男性はY染色体とX染色体が同時に存在し、女性にはX染色体しか存在しない。このY染色体特定領域の繰り返し回数の違いを調べる方法[7]。

## 型の種類
- MCT118型
- HLADQα型
- TH01型
- PM型（Poly Marker：LDLR型・GYPA型・HBGG型：D7S8型・GC型）

## DNA型鑑定の技術発展
DNA型鑑定は、強姦殺人事件の捜査とともに技術的な発展を遂げてきた。強姦事件では犯人と被害者との接触が密接なため、接触証拠が多数残るからである。
1. 第一世代（1985年） - DNA指紋法
2. 第二世代（1990年） - シングルローカスVNTR法
3. 第三世代（1995年） - マルチプレックスPCR法による短鎖DNA鑑定法、Y染色体短鎖DNAハプロタイプ型鑑定、ミトコンドリアDNA型鑑定

## DNA型鑑定の課題
検査で判定できるのはあくまで繰り返し数のみであり、その結果は数値でのみ示される。そのため厳密には「DNA鑑定」より「DNA型鑑定」と称するべきとの見方がある。
DNA型鑑定の信頼性
2000年台のアメリカ合衆国において、FBIの犯罪者DNA型データベースCODIS（英語: Combined DNA Index System）上に登録されていた6万5千人のアリゾナ州の犯罪者のDNA型プールで、「113兆分の1の確率と考えられるDNA型の偶然の一致」があったとの報告を端緒に類似の例が報告され、DNA型鑑定の信頼性についての議論が一部の法律家や報道関係者などの間で交わされるようになった。しかし法医学研究者らにより、こうした誤解は「誕生日のパラドックス」または「訴追者の誤謬（英語: Prosecutor's_fallacy）」の典型的な例であり、実際には統計学的に説明可能な妥当な結果であったことが指摘されている。
判断者に依存する
DNA型鑑定による個人識別の歴史・現状・課題への言及を極力省き、簡潔に表したいという目的からか、鑑定の結果「DNAが一致」したといった表現がしばしばみられる。しかし、それらはいずれもDNAのすべてが一致するかを調べたのではなく、DNAのごく一部の分析からパターンの一致・不一致を判定し、確率論的に推定したものである。どういう分析が行われ、何がどう一致したのかを確認しないと評価を誤りかねない。この点指紋と異なり、判断者に「高度な専門的知識」が必要とされる性質のものであり、裁判に利用する際その判断は専門家の解釈に依拠することになる。
陽性対照・陰性対照
DNA型鑑定は高度の感度を有する鑑定であるため、陽性対照および陰性対照をも試料として鑑定すべきとの指摘もあるが、日本の科学捜査研究所・科学警察研究所では鑑定ごとの陽性対照および陰性対照の鑑定は実施していない。今後、陽性対照および陰性対照の鑑定が実施されていないDNA型鑑定については、証拠能力が否定されるべきとの見解が有力化している。
人的ミス
人が検査を行う以上、不注意によるケアレスミスや、取り違えや失敗などの検査ミス、上記にも説明しているような判断ミスは起こりうる。
機器の故障
検査に使用する機械・道具・試薬などの故障・欠陥がある可能性もある。

### DNAのデータベース化と運用の法制化
日本のデータベース運用は国際標準に届かないとして、犯罪捜査において、DNAをデータベースに照合するだけで個人を特定するためにも、データベース量をいかにして増やすかが、今後の課題であるとされていた。
2004年、日本のDNAのデータベース化が始まった当初は、数千のパターン・データしか登録されていなかったが、2013年1月には34万件を超えた（西欧では法整備とデータ登録が進んでおり、たとえば、イギリスでは200万ほどのデータが蓄積されている）。
2012年2月の国家公安委員会委員長主宰の研究会において、「法制化をめぐる議論を踏まえ、DNA型データベースの抜本的な拡充をめざすべき」という報告書が提出され、立法化が模索されていた。しかし、2013年に入って、警察当局が「法制化の必要はない」と発表し、法制化の動きが停滞している。

## 犯罪捜査などへの応用

### 日本警察におけるDNA型鑑定
警察の科捜研の法医科では、DNA鑑定を行うためには下記の3点をクリアする必要がある。実務3年未満の者は、DNA型鑑定以外の鑑定や、先輩の鑑定補助などが業務のメインとなる。
- 3年以上の実務経験後に、
- 科警研にて研修を受け、
- DNA型鑑定資格認定試験にパスすること。

### DNA捜査の現況
最高裁の司法研修所により、「科学的証拠は客観的・中立的で極めて安定性が高い」とされ、捜査への積極活用を促されている。ただし、「正しい判断をするためには、限界を理解することが不可欠で、過信・過大評価してはならない」とされる。DNA型鑑定含む科学的証拠は、多くが争点判断のごく一部を示す情況証拠に過ぎず、科学的証拠から直接的にどのような事実が認定でき、その事実にその他の事実を加えることで、どのような事実が推認できるか、という分析的思考が必要となるのである。例えば、現場に容疑者のDNA型を含む体組織が残されていることはDNA型鑑定によって直接的に認定できるが、更にそこから容疑者が犯人であると言えるかどうかは、別の検討が必要となる（被害者の知人などの場合、犯罪以外の機会に現場にDNAを残してしまう可能性がありうる）。
日本では血液型や指紋と異なり、データベース化は2004年に始まったばかりである。登録数は、2013年1月時点で34万件を超えたが、犯罪捜査などにおいて、現場資料のみからデータベースと照合するだけで個人を特定するには、比較の標本の数が少ない状態である。そのため、裁判の証拠としてというよりは、捜査段階での容疑者の絞り込みや死体の身元確認の目的で鑑定が行われることが多い。
現時点では、同時に比較すべき対照試料のDNA型を検査し、両方の試料間の一致・不一致の判定が可能であるにすぎない。それでも科学捜査の場で有用であることに違いはなく、後述するようにいくつもの事件で証拠として採用され、事件を解決に導いている。下記の2005年の強盗致傷事件では犯行現場の原標本として、2008年のひったくり未遂事件においては比較標本として、それぞれ容疑者が捨てた煙草の吸殻を採取して使用している。
頭髪からDNA型の検査ができるという一般認識には若干の誤解がある。頭髪はDNAが発現したタンパク質であり、これを逆に遡及して遺伝情報を求めるのは現在の技術では困難だからである。毛幹部には、通常は核DNAは含まれていないため、毛根部分に頭皮組織の一部（毛根鞘）が付着していた場合に限って検査が可能となる。ただし、ミトコンドリアDNAに限っては毛幹部からも検出されることが多く、ごく一部の例で個人識別に使用されることがある。
裁判における判定技術の信憑性を問う論争は、この技術が登場した段階と、それ以降の技術水準の差を問うものであり、現在、DNA型鑑定は極めて信頼性が高い判定手段として認められている。信頼性そのものというより、同一人物と絞り込む際に出せる確率的な数値（精度）の違いが問題となっているのである。ごく初期には数百人に一人同一のパターンが認められる程度だったとされるが、現在ではその精度は飛躍的に向上し、前述のとおり、同一パターンが出現する確率は4兆7000億人に1人といわれる。 
しかし、「精度が何兆分の一」などという主張は実証に基づいたものではなく、単に複数のパターンの出現率を掛け算して算出しただけのものである。掛け算で算出するためには確率論的独立性が成立する必要があるが、成立するかどうかの検証は行われていない。なお、Y染色体における各STR多型は確率論的な独立性がないとされるため、常染色体STRの様な掛け算で出現頻度を算出することはできない。
また、DNA鑑定の精度自体が高くなったとしても、鑑定一般に内在する採取ミス、試料の取違えなどのヒューマンエラーの可能性から逃れられるわけではない。有名な例として、2007年以降、ヨーロッパでDNA採取に使う綿棒に、綿棒を作成した工場労働者のDNAが付着。これに気付かないまま捜査当局が複数の重大事件でこのDNAを検出し、2年にわたって当該DNAの持ち主を捜査し続けるという（ハイルブロンの怪人参照）お粗末な事態も発生している。また、日本でも2010年に神奈川県警察の科捜研で鑑定試料の取違えが発覚し、別人の男性に逮捕状が出される事態となっている。
核酸はタンパク質と異なり化学的に安定した物質であるので、サンプルが残っていれば平温で長期間放置されていても再鑑定は十分可能である。州によって殺人事件に公訴時効のないアメリカ合衆国では、30年以上前の未解決事件の捜査で、残っていた証拠へのDNA型鑑定を行い、真犯人が検挙されて有罪に持ち込まれた事例と、逆に死刑判決を受けた受刑者の無実が証明された事例がそれぞれ複数出ている。司法当局にとっては再鑑定は常に自らの誤りを証明する恐れがあるため消極的傾向が見られる。

### イノセンス・プロジェクト
近年無実の受刑者を刑務所から釈放するための証拠としてDNA型鑑定を利用した実例が数多く報道されている。DNA型鑑定は、有罪を裏付けするのと同様に、無実の受刑者を護る役割も果たしている。
1992年ニューヨークで弁護士のバリー・シックとピーター・ニューフェルドがイノセンス・プロジェクトを発足させた。このプロジェクトはアメリカ合衆国とオーストラリアの40以上の法科大学と市民団体から構成する巨大プロジェクトに成長している。
具体的にはアメリカ合衆国・イリノイ州の死刑判決では刑確定後のDNA型鑑定で受刑者の容疑が晴れ、州知事により死刑執行が停止された。
イノセンス・プロジェクトは無実の罪で投獄された受刑者の232人（うち死刑囚17人）が、最新のDNA型鑑定により刑務所から釈放された。
これら誤って有罪判決を受けた受刑者達はDNA型鑑定がいまだ開発中の1980年代半ば以前に誤った目撃証言や状況証拠に基づき有罪の判決を受けていた。幸運な事に、釈放された232名+17名はDNA型鑑定のための証拠資料の一部が警察に長期保管されていた。これらのことが刑事司法制度に対する理解を徐々に変えつつある。
近年プロジェクトに参加する法科大学の教職員は、受刑者の無実を証明するために数千件にも及ぶDNA型鑑定要請を注意深く精査している。しかし有罪判決後DNA型鑑定が実施されても被告人を巻き込む事態になる事もしばしばである。これは受刑者の8割が無実を唱えDNA型鑑定を要請していることにある。この事により法科大学の教職員は新しく証拠が発見された場合にのみDNA型鑑定を実施している。
このプロジェクトにより多くの州政府が法案の整備を推進し、連邦政府レベルでもDNA型鑑定のために予算処置が進められた。DNA型鑑定は刑事司法制度の将来に確実に影響を与えると考えられている。
日本では、これらの法整備は未着手であり、現実的に警察研究機関は予算縮小方向が進められ世界的時流を逆行している状態にある。

### 捜査にDNA型鑑定が用いられた事件

#### 日本以外の例
- DNA型鑑定が初めて犯罪事件の捜査に使われたのは1986年、イギリス・ナーバラ地方で起きた強姦殺人事件である。この事件では地域住民、数千人を集めて一斉検査を行った。当日は該当者を特定できなかったが、後日、犯人が検査に代役を送り込んでいたことが判明し事件は解決する。
- アメリカのTVドラマおよびハリソン・フォード主演の映画『逃亡者』の原案となった事件、「ドクター・シェパード妻殺人事件」はDNA型鑑定により無実が証明された。
- 2006年 - イギリスのPeter Hoeが殺害された事件。現場のDNAからReed兄弟を逮捕。一審で有罪判決だったものの控訴審で裁判官が少数の遺伝物質からDNAプロファイルを得る「低コピー数解析」技術の信頼性に疑問を投じた（控訴自体は棄却）[17]。

#### 日本での例

##### 1980年代
- 1985年 - ネイチャー誌に紹介され、その翌年から警察庁科学警察研究所が研究に着手。DNA型による個人識別法を日本で初めて犯罪捜査に実用化するなど、法医学に新分野を切り開いた東京大学医学部法医学教室の石山昱夫教授によって初めて犯罪捜査に実用化された。
- 1986年 - 前年に起きた西新井主婦殺害事件での被害者血痕の特定、梅丘女店員殺害事件の犯人特定などで、ほぼ完全な実用化を達成した[18]。

##### 1990年代
- 1990年2月 - 足立主婦バラバラ殺人事件。被害者の死体を運んだ犯人の車のマットなどに付着していた血痕を分析、DNA型が被害者のものと一致。
- 1990年5月 - 足利事件。DNA型鑑定により有罪が確定したが、再審請求を受け、2009年5月、東京高等裁判所の嘱託による再鑑定でDNA型不一致との結果が出た[19]。2010年3月に再審で無罪が確定。
- 1990年11月 - 靴職人手伝い男性殺害事件。
- 1992年2月 - 飯塚事件。：(1)5名による犯人車の目撃証言と被告人車の同一性、(2)被害者衣服に付着していた繊維片と被告人車シート繊維片との同一性、(3)被害者の失禁状態と被告人車の尿痕の同一性、(4)犯人と被告人の血液型およびDNAのMCT118型の同一性、(5)犯人の陰茎出血と被告人の病状との同一性、(6)アリバイの不存在、(7)被告人車にあった尿痕のDNAのTH01型・PM型と被害者のDNAのTH01型・PM型との同一性によって有罪・死刑判決。2009年、遺族が再審請求。
- 1997年 - 東電OL殺人事件。DNA型鑑定の有効性が裁判で争われた。一審では反対解釈の余地もあるとして無罪となったが、二審では決定的な証拠であるとして無期懲役の判決が出て、最高裁で確定した。なお、2012年に同最高裁判決は東京高裁にて再審が開始、無罪判決が下されている。無罪判決の決め手となったのもやはりDNA鑑定であった。
- 1997年 - 奈良県月ヶ瀬村女子中学生殺害事件。犯人が犯行後に売却した四輪駆動車の後部座席から発見された血痕のDNAが、被害者のものと一致したことが逮捕の決め手になった。
- 1998年6月 - 碧南市パチンコ店長夫婦殺害事件。事件発生から14年以上にわたり未解決事件となっていたが[20]、現場に残された遺留品の唾液から、堀慶末（2012年7月に闇サイト殺人事件の刑事裁判で無期懲役が確定）ら男2人と酷似したDNA型が検出された[21]。2012年8月に堀ら加害者3人が強盗殺人容疑で逮捕され[20]、後の刑事裁判で堀は死刑が、共犯者2人は無期懲役が確定した[22]。

##### 2000年代以降
- 2008年 - 東京都江東区で起こったひったくり未遂事件において、被害者の手提げカバンに付着した微量の犯人の汗から、犯人の特定、検挙に結びついた[23]。

### 司法での例
- 1991年10月 - 同年1月に佐野市と小山市で発生した連続婦女暴行事件で、水戸地裁支部が初めてDNA鑑定を証拠採用。
- 1991年11月 - みどり荘事件。福岡高裁がDNA鑑定を職権で採用。

### 民事訴訟における例
婚姻中に生まれた子であっても、DNA鑑定に基づき生物学的には夫の子ではないことが証明されたとして親子関係不存在確認請求がなされた裁判が過去複数あった。最高裁判所は、平成26年7月17日第一小法廷判決において、上記の訴えを退けた（法律上の父子関係を認めた）。DNA鑑定の科学的根拠により生物学上の父子関係が存在しないことが明らかな場合であり，かつ，子が親権者と生物学上の父との下で監護養育されていたとしても，それだけでは民法772条による嫡出推定の及ばない子ということはできないとした。本件では、5人の裁判官で構成される小法廷において2人の反対意見があった。判断が困難であったことを示している。

## 考古学への応用
化石や遺骸を分析し現世生物の伝播ルートの解析や進化系統の解析が行われる。例えば、古代遺跡から出土した人骨の親子関係や穀物の伝播経路解析「小麦」、穀物の原産地解明「ソバ」など。
このような分野は「古遺伝学」「古ゲノム学」と呼ばれ、2022年のノーベル生理学・医学賞には創始者の一人であるスバンテ・ペーボが受賞した。